# 門井慶喜
門井慶喜（日语：／ Kadoi Yoshinobu，1971年11月2日—），日本小說家、推理作家，以《銀河鐵道之父》獲第158回直木賞。

## 簡歷
門井慶喜於1971年出生於日本群馬縣桐生市，畢業於同志社大學文學系，現居大阪府寢屋川市。
2003 年，門井慶喜以《綁匪》獲得第42屆「All讀物推理小説新人獎」。「ALL 讀物推理小說新人獎」是由日本文藝春秋出版社於1962年至2007年所主辦，針對短篇推理小說進行甄選的新人文學獎，西村京太郎、赤川次郎、宮部美幸等日本作家皆曾是該獎項得主。

### 臺灣散步
《跟著小說家的建築散步》（ぼくらの近代建築デラックス）是日本雜誌文藝春秋的企劃專欄結集，收錄門井慶喜與萬城目學走訪大阪、京都、神戸、横濱、東京等近代建築的對話，於2012年出版單行本。臺灣的出版社取得繁體中文版授權後，二人應出版社邀請至臺灣走訪北、中、南10座近代建築， 並為繁體中文版補述一篇〈臺灣散步〉，繁體中文版《跟著小說家的建築散步》於2015年出版。同年日文決定版《ぼくらの近代建築デラックス》亦增錄〈台湾散歩〉內容。

### 日本推理作家協會獎獲獎
2016年，門井慶喜以《魔法、歷史、旅行：推理與美術的近代閱讀》（マジカル・ヒストリー・ツアー ミステリと美術で読む近代）獲得第69屆日本推理作家協會獎的評論部門獎。

### 直木賞獲獎
2018年，門井慶喜入圍直木賞並獲獎，獲獎作品為長篇小說《銀河鐵道之父》。他在記者會上致詞時說「風來了，只能去飛。我是歷史小説家。今後也想繼續以 21 世紀的語言描寫歷史。」

## 中譯作品
- 《維梅爾的論點》（天才たちの値段）. 楊明綺譯. 典藏藝術家庭, 2012.04. ISBN 978-986-6049-14-9
- 《林布蘭的光》（天才までの距離）.  楊明綺譯. 典藏藝術家庭, 2012-05. ISBN 978-986-6049-16-3
- 《跟著小說家的建築散步》（ぼくらの近代建築デラックス!）. (與萬城目學合著) 涂愫芸譯. 愛米粒, 2015-07. ISBN 978-986-91558-8-5
- 《打造繁盛江戶的男人》（家康、江戸を建てる）. 葉庭昭譯. 圓神, 2020-02. ISBN 978-986-13371-0-4
- 《银河铁道之父》（銀河鉄道の父）.李讴琳译.人民文学出版社, 2023.ISBN 978-7-02-018071-4